# Ansells End
Ansells End – wieś w Anglii, w hrabstwie Hertfordshire. Leży 19 km na zachód od miasta Hertford i 40 km na północ od centrum Londynu.